# Isla Brooks
La Isla de Cármen o de Brooks (Inglés: Brooks Island) es una isla de 373 acres en la Bahía de San Francisco en California. Formada por marismas mareales alrededor de un cerro de 163 pies. Se ubica al sur del puerto de la ciudad de Richmond y está incorporada a los límites de esa ciudad. 